# سرية بشير بن سعد الأنصاري (فدك)
سرية بشير بن سعد الأنصاري أحد سرايا الرسول , أرسل فيها الصحابي بشير بن سعد الأنصاري إلى بني مرة بفدك.

## أحداث السرية
بعث الرسول بشير بن سعد في ثلاثين رجلا من الصحابة إلى بني مرة بفدك , وهي قرية بينها وبين المدينة ستة أميال ، فخرج بشير فلقي رعاء الشاء ، فسأل عن الناس , فقيل في بواديهم ، فاستاق النعم والشاء ، وانحدر إلى المدينة ، فخرج الصريخ إليهم فأدركه منهم العدد الكثير عند الليل فباتوا يترامون بالنبل حتى فني نبل أصحاب بشير ، فلما أصبحوا حملوا على بشير وأصحابه ، فقتلوا منهم من قتلوا ، وولى من ولى منهم ، وقاتل بشير قتالا شديدا حتى ارتث (أي جرح) وصار ما به رمق ، وضربت كعبه اختبارا لحياته فلم يتحرك ، فقيل مات ، فرجعوا بنعمهم وشياههم ، ثم استمر بشير بين القتلى إلى الليل ، فلما أمسى تحامل حتى انتهى إلى فدك فأقام بفدك عند يهودي أياما حتى قوي على المشي ، وجاء إلى المدينة 